# Dangelhof
Dangelhof ist ein Ortsteil der Gemeinde Altheim (Alb) im Alb-Donau-Kreis in Baden-Württemberg. Der Ort liegt circa einen Kilometer südlich von Altheim/Alb.